# Arrondissement de Thuin
Arrondissement de Thuin är ett arrondissement i Belgien.   Det ligger i provinsen Hainaut och regionen Vallonien, i den södra delen av landet, 70 kilometer söder om huvudstaden Bryssel. Antalet invånare är 149 082. Arean är 934 kvadratkilometer.
Terrängen i Arrondissement de Thuin är lite kuperad.
Trakten runt Arrondissement de Thuin består till största delen av jordbruksmark. Runt Arrondissement de Thuin är det ganska glesbefolkat, med 42 invånare per kvadratkilometer.

## Kommuner
Följande kommuner ingår i arrondissementet;

- Anderlues
- Beaumont
- Binche
- Chimay
- Erquelinnes
- Estinnes
- Froidchapelle
- Ham-sur-Heure-Nalinnes
- Lobbes
- Merbes-le-Château
- Momignies
- Morlanwelz
- Sivry-Rance
- Thuin